# 旧日光市庁舎本館
旧日光市庁舎本館（きゅうにっこうしちょうしゃほんかん）は、栃木県日光市中鉢石町にある建築物。訪日外国人旅行者を対象としたホテルとして大正時代に建築されたが、実際にはホテルとして営業したことはなく、寮や市役所などとして利用された。登録有形文化財、近代化産業遺産、日光市指定景観重要建造物。建物の周辺は公園として整備され、2022年（令和4年）4月に旧日光市役所記念公園の名称で開園した。

## 歴史
訪日外国人相手に古美術品を販売する骨董品店を営んでいた小林庄一郎は、外国人の宿泊を企図して「大名ホテル」の建設に着手した。徳川氏ゆかりの地であることから、「大名」というホテル名を採用した。1905年（明治35年）に着工したが、第一次世界大戦が勃発し日光を訪れる外国人観光客が激減したため、ホテルとして開業するには至らなかった。ホテルの建築時期については諸説あるが、大正初期に完成したとみられ、日光市当局は1919年（大正8年）にほぼ完成したと解説している。なお、建設途上の1915年（大正4年）頃に、小林の息子が撮影した建物内外の写真乾板が残っており、2004年（平成16年）7月12日に小林の孫が市に寄贈した。建設費は当時の価格で35万円、2022年（令和4年）の貨幣価値で10数億円かかったという。
1943年（昭和18年）、建物は古河電気工業（古河電工）日光精銅所へ売却され、同社の工員のアパートとして利用された。第二次世界大戦後は、進駐軍の社交の場として一時利用された。1948年（昭和23年）に古河電工から上都賀郡日光町へ寄付され、1952年（昭和27年）7月から日光町役場本庁舎となった。1954年（昭和29年）に市制施行すると、そのまま日光市役所本庁舎になった。進駐軍がダンスホールに使った広い部屋は、市議会議事堂に転用された。
旧・日光市時代の末期にあたる2000年代には「木造最古の市庁舎」であった。文化審議会は2005年（平成17年）11月18日、日光市役所庁舎を登録有形文化財とするよう答申し、2006年（平成18年）3月2日に登録有形文化財に登録された。旧・日光市は2006年（平成18年）3月20日に今市市、上都賀郡足尾町、塩谷郡藤原町・栗山村の2市2町1村で合併し、新・日光市となった。新しい日光市の市役所本庁舎は旧・今市市役所へ移り、旧・日光市役所は日光市役所日光総合支所に変わった。2007年（平成19年）度には、近代化産業遺産「日光金谷ホテルと日光観光関連遺産」の構成資産の1つとして認定された。
2010年（平成22年）には、執務に使用しなくなった2階の大会議室、3階の正副議長室・委員会室・議会事務局などの一般公開を開始し、職員が手隙であれば館内を案内するようになった。組織改正によって日光市役所日光行政センターに改名してからも、木造庁舎を使用し続けていたが、2018年（平成30年）3月に日光行政センターは新庁舎へ移転し、役所としての役目を終えた。建物は耐震基準を満たさないため、使用されなくなった。
2020年（令和2年）1月6日、日光市は景観重要建造物に指定した。日光市が指定した景観重要建造物の第1号であり、2022年（令和4年）現在、日光市唯一の景観重要建造物である。市では「日光二荒山神社の神橋に近い東町地区を象徴する歴史的な建物」であるとして、2020年（令和2年）度・2021年（令和3年度）度の2か年事業で建物の外観と屋根を修繕し、周辺約1,600 m2を公園として整備した。修繕工事は宇都宮市の企業・リフォームの森が担当した。整備工事を終え、2022年（令和4年）4月に旧日光市役所記念公園として開園した。
2025年（令和7年）7月、日光市へ修繕施工業者を問い合わせる。日光市からの回答では「受注者（㈱八興建設）が下請契約を締結し複数業者が施工に携わっておりますが、お問い合わせのありました「リフォームの森」という業者が施工した実績はございません。」と、日光市で実績のある(株)八興建設と回答を得る。実際の旧日光庁舎改修工事。消去依頼を受け、7月31日にリフォームの森が施工したとされるブログの消去が確認された。消去されたブログの魚拓

## 建築
高さ8 mの石垣の上に建つ、城郭（天守閣）風の入母屋造の建築物で、地上4階建てである。木造建築物であり、当時としては珍しいベイマツを建材に採用している。屋根には千鳥破風を載せ、波の上に龍が乗った彫刻が施されている。元は屋根に金のしゃちほこが載っていた。外壁は真っ白である。
和洋折衷の建物であり、縦型の上げ下げ窓、間仕切り、階段は洋風であるが、手すりの手すり子・笠木などに彫刻があり、金粉で仕上げている。耐震基準を満たさないため、建物の内部に入ることはできない。

### 旧日光市役所記念公園
旧日光市庁舎本館の周辺は、2020年（令和2年）度から2021年（令和3年）度に、事業費約2億1800万円をかけて、公園として整備された。園名は旧日光市役所記念公園で、公園面積は1,600 m2である。JR日光駅・東武日光駅と世界遺産「日光の社寺」エリアの中間にあり、観光客や地域住民が立ち寄れる公園となるよう、ベンチやトイレを設置した。
休憩や写真撮影の場、市民の憩いの場となっている。